# Vachánský koridor

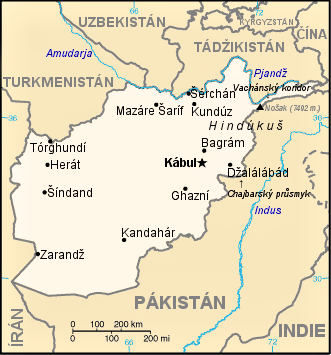
Mapa Afghánistánu s Vachánským koridorem (vpravo nahoře, ukazuje na něj šipka)

Vachánský koridor (persky واخان, anglicky Wakhan Corridor) je úzký, řídce obydlený koridor tvořící východní výběžek Afghánistánu mezi Tádžikistánem a Pákistánem až ke hranici s Čínou. Žijí zde hlavně Tádžikové (resp. Badachšánci) a menšiny Kyrgyzů a specifické místní populace Vachánců (součást íránských národů).

## Poloha
Vachánský koridor je součástí afghánské provincie Badachšán. Leží na rozhraní pohoří Pamír, Hindúkuš a Karákóram. Je dlouhý asi 300 km, přičemž jeho šířka v některých místech nepřesahuje 10 kilometrů. Na severu hraničí s tádžickou Horno-badachšánskou autonomní oblastí, na jihu s pákistánskou Chajbarsko-paštunskou provincií a Pákistánem spravovaným Kašmírem, a na východě s Čínskou lidovou republikou (autonomní oblast Sin-ťiang). 
Na afghánsko-čínské hranici dochází k největší bezprostřední časové změně na světě – o 3,5 hodiny z +4:30 UTC afghánského času na +8 UTC čínského času (celá Čínská lidová republika používá jednotně pekingský čas).

## Geografie
Území koridoru pokrývají převážně velehory. V zásadě jde o levou (jižní) stranu údolí Pandže a jeho zdrojnice Pamíru, které tak tvoří severní hranici koridoru. Jižní hranice vede po nejvýchodnějším hřebeni Hindúkuše, který na západě místy přesahuje výšku 7000 m nad mořem (nejvyšší Nošak 7492 m), na východě dosahuje výšek okolo 6000 m (Sakar Sar 6272 m) a přechází do pohoří Karákóram. Východní část koridoru je tvořena údolím Vachánu (podle nějž se jmenuje), jehož severní strana už náleží Pamíru (Koh-i Pamir 6386 m).
Nejnižší bod koridoru na vstupu ze západu se nachází asi 2500 m nad mořem. Na východním konci se nachází v nadmořské výšce 4 923 m těžko průchodný Váchdžírský průsmyk vedoucí na čínské území. Na severní hranici ve výšce 4126 m leží jezero Zorkul.
Území koridoru koresponduje s Vachánským distriktem, který má rozlohu 11 258 km² a asi 17 000 obyvatel (tj. asi 1,5 obyv. na km²). Sídlem správy je vesnice Chandud; města zde nejsou.

## Historie
Vachánský koridor byl vytvořen na konci 19. století, v rámci tzv. Velké hry mezi Britským impériem a Ruským impériem. Jako nejvýchodnější součást Durandovy linie byl záměrně vklíněn mezi ruské a britské državy, aby byla zachována nárazníková zóna mezi Britskou Indií a ruským Turkestánem. Vznikla tak krátká čínsko-afghánská hranice, jejíž průběh Čínská lidová republika smluvně uznala až v roce 1963.

## Nová hedvábná stezka
Čína má v plánu zapojit Afghánistán do hospodářské iniciativy Pás a stezka, která je někdy označována Nová Hedvábná stezka (čínsky 一带一路, persky ابتکار کمربند و جاده). Toto propojení může potenciálně vést přes Vachánský koridor.
Po stažení amerických vojsk z Afghánistánu se Čína pokouší navázat diplomatické vztahy s Talibánem. Čínská vláda dala Afghánistánu příspěvek na humanitární krizi, jenž zahrnoval dvě stě miliónů juanů a vakcíny proti onemocnění COVID-19.
Mezi problémy propojení Číny a Afghánistánu přes Vachánský koridor patří nejednoduchý terén a obtížná jízda ve větších vozidlech. Mezi nejvíce průchodné průsmyky patří průsmyk Tegerman Su. Kašgarská regionální vláda uvažuje o ekonomickém využití tohoto průsmyku.
Je více možností, jak obě země propojit. Dosavadní plány a postupy obsahují například postavení postranní silnice z Karákóramské dálnice. Čínská armáda postavila tuto osmdesáti kilometrovou silnici k místu šest kilometrů od hranic s Afghánistánem. Silnice může být postavena až do afghánského města Fajzábád v severovýchodní provincii Badachšán. Budoucnost této trasy je však nejasná. Dalším plánem je možné železniční propojení Turkmenistánu, Afghánistánu a Tádžikistánu, jež by se napojovala na plánovaný Mezinárodní transportní koridor Sever-jih. Toto propojení by potenciálně mohlo Vachánský koridor obsahovat.
Mezi provedené kroky této iniciativy patří například modernizace cesty z města Iškašim do vesnice Sarhad e-Grobhil a její následné prodloužení o sedmdesát pět kilometrů až do vesnice Bozai Gumbaz.
Dle výpovědí lokálních obyvatel ve Vachánském koridoru, může projekt čínské vlády pomoci zlepšit obchodní možnosti této oblasti, především prodej a nákup domácích zvířat, tento zásah ale vytváří i negativní odezvu, především je to obava ze znečistění a globalizace.